# 奧辛湖
49°33′57.14″N 10°23′24.17″E / 49.5658722°N 10.3900472°E

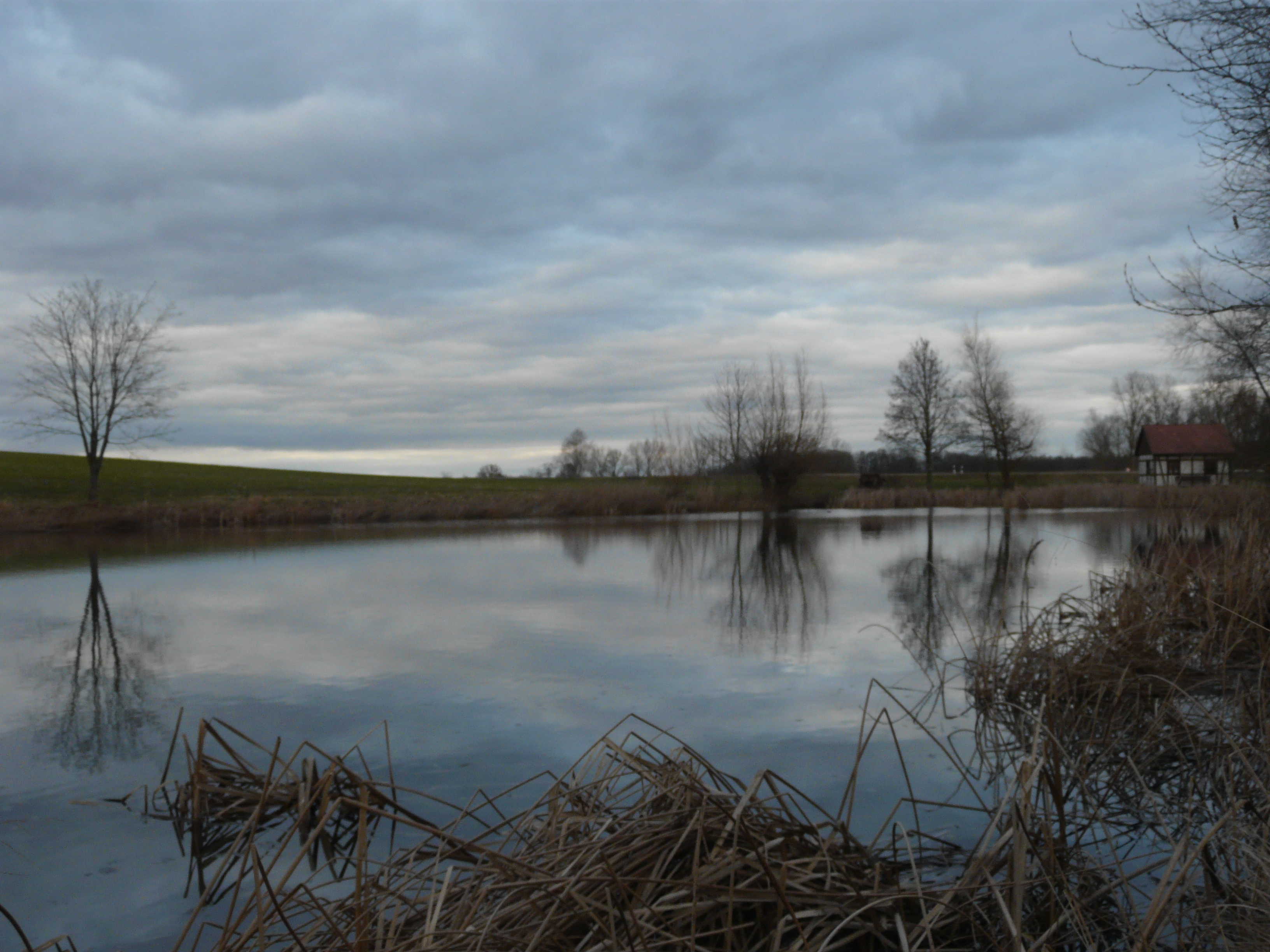

奧辛湖（德語：Osingsee），是德國的湖泊，位於該國東南部，由巴伐利亞州負責管轄，處於艾施河畔諾伊施塔特-巴特文茨海姆縣，長0.2公里、寬0.1公里，面積0.007平方公里，海拔高度371米，湖岸線長度0.4公里。